# Osacca
Osacca è una frazione del comune di Bardi, in provincia di Parma.
La località dista 8,73 km dal capoluogo.

## Geografia fisica
La frazione appenninica di Osacca sorge alla quota di 743 m s.l.m. sul versante destro della val Noveglia, a poca distanza dal passo di Santa Donna.

## Storia
La zona risultava abitata già in epoca romana, come testimoniato dal rinvenimento nella località di Pesche di alcuni resti di una fornace di laterizi, probabilmente scomparsa già nell'Alto Medioevo.
Nel 1708 nel borgo di Osacca, fondato in epoca imprecisata, fu edificato un oratorio dedicato all'Angelo Custode.
Durante la seconda guerra mondiale il piccolo villaggio divenne noto in quanto fu teatro della prima battaglia del Parmense tra un drappello di partigiani e un contingente tedesco e repubblichino: nel mese di ottobre del 1943 una ventina di antifascisti provenienti da Casalmaggiore e Cremona, comprendente anche alcuni slavi e qualche militare sardo, costituì a Osacca un distaccamento intitolato a Guido Picelli; il giorno di Natale dello stesso anno il gruppo fu attaccato da circa 75 soldati della Guardia Nazionale Repubblicana, dando origine a un aspro scontro armato; nonostante la disparità numerica, i partigiani, aiutati dai pochi abitanti del borgo, dopo due ore di combattimento costrinsero i nemici alla ritirata; tuttavia, nel timore di rappresaglie verso i civili, il distaccamento fu successivamente sciolto.

## Monumenti e luoghi d'interesse

### Oratorio dell'Angelo Custode
Edificato in forme barocche nel 1708, l'oratorio fu restaurato nel 1954. Il luogo di culto è caratterizzato dalla spoglia facciata a capanna intonacata, sormontata da un piccolo campanile a vela; all'interno la navata, coperta da una volta a botte lunettata dipinta, è ornata con un cornicione perimetrale modanato in aggetto; il presbiterio, preceduto dall'arco trionfale a tutto sesto, accoglie sul fondo l'altare maggiore.

### Lastra commemorativa dello scontro di Osacca
Realizzata il 25 giugno del 1961 per volere dell'amministrazione comunale di Bardi, la lastra marmorea, collocata su un muro in pietra in adiacenza all'oratorio dell'Angelo Custode, commemora lo scontro armato del Natale del 1943.